# 日立トンネル
日立トンネル（ひたちトンネル）は、茨城県日立市にある常磐自動車道のトンネルである。

## 概要
常磐自動車道の中で最長トンネルである。常磐自動車道の日立南太田IC - 日立北IC間のトンネル連続区間に位置する。この区間の最初に通過するトンネルである。この区間は、急カーブや急勾配が連続するため日立北ICまで制限速度が80 km/hに制限されている。

## 隣
E6 常磐自動車道
(11) 日立南太田IC - 日立トンネル - (11-1) 日立中央IC/PA - (12) 日立北IC